# Фіктивний агент
«Фіктивний агент» (англ. Rogue Agent) — британський біографічний таємничий драматичний трилер 2022 року, знятий режисерами Адамом Паттерсоном і Декланом Лоуном у їхньому дебютному повнометражному фільмі за сценарієм, який пара написала спільно з Майклом Броннером на основі неопублікованої статті Майкла Броннера «Погоня за агентом Фріґардом». Джеймс Нортон зіграв Роберта Генді-Фріґарда, шахрая, який обдурив і переконав кількох людей, що він агент MI5. Джемма Артертон також грає роль людини, яка його знищила, з додатковими акторами, включаючи Шазада Латіфа, Марісу Абела, Едвіну Фіндлі та Джуліана Берретта.
Фільм вийшов у Великій Британії 27 липня 2022 року на Netflix.

## Опис
Фільм заснований на особі Роберта Генді-Фріґарда, який видавав себе за агента національної безпеки (MI5), обманним шляхом змусив кількох людей віддати йому свої заощадження та піти в підпілля через страх перед вбивством Ірландською республіканською партією (ІРА).

## Акторський склад
- Джеймс Нортон — Роберт Фріґард, шахрай-маніпулятор
- Джемма Артертон — Еліс Арчер, адвокатка
- Маріса Абела — Софі Джонс, студентка, жертва Фріґарда
- Сара Голдберг — Дженні Джексон, американка, остання жертва Фріґарда
- Шазад Латіф — Сонні Чандра, детектив поліції
- Джиммі Акінгбола — Ендрю, студент, жертва Фріґарда
- Фрейя Мейвор — Мей Гансен, студентка, жертва Фріґарда
- Едвіна Фіндлі — Сенді Гарланд, спецагент ФБР
- Джуліан Берретт — Філ

### Український дубляж
Українською мовою фільм дубльований студією Cinemaker на замовлення компанії UFD (Ukrainian Film Distribution).
Керівник проєкту Андрій Глуховський, переклад — Соломія Король, режисер дубляжу — Ольга Фокіна, звукорежисер — Костянтин Симонов.
Ролі дублювали: Катерина Буцька, Роман Чорний, Андрій Альохін, Ганна Павленко, Катерина Брайковська та інші.

## Виробництво
22 січня 2019 року було оголошено, що Джеймс Нортон зіграє головну роль у фільмі «Погоня за агентом Фріґардом», який є одним із трьох фільмів, створених Great Point Media та The Development Partnership, а Нортон буде продюсувати через власну продюсерську компанію Rabbit Track Pictures. У червні 2020 року Адам Паттерсон і Деклан Лоун були долучені до групи режисерів фільму за сценарієм Майкла Броннера. У травні 2021 року повідомлялося, що Night Train Media також профінансує фільм, який тоді перейменували на «Фріґард», і що Джемма Артертон, Шазад Латіф, Маріса Абела, Едвіна Фіндлі та Джуліан Берретт приєдналися до акторського складу. Зйомки розпочалися в Лондоні 31 травня 2021 року. Зйомки проходили в Дуврському замку та Дуврському маяку. Того липня до акторського складу додалися Сара Голдберг, Джиммі Акінгбола, Фрея Мейвор, Роб Мелоун, Філіп Райт, Майкл Фентон Стівенс і Шарлотта Евері. За даними Variety Insight, бюджет фільму становить менш як 10 мільйонів доларів. Через шість тижнів Лоун оголосив, що основні зйомки завершилися 12 липня 2021 року. Пізніше фільм було перейменовано на «Rogue Agent».

## Випуск
У Великій Британії фільм вийшов 27 липня 2022 року на Netflix. У Сполучених Штатах 12 серпня 2022 року фільм вийшов у кінотеатрах IFC Films і на AMC+.

## Відгуки
На вебсайті агрегатора рецензій Rotten Tomatoes фільм отримав 73 % рейтингу схвалення на основі 40 рецензій із середньою оцінкою 6,5/10. Консенсус вебсайту говорить: «Навіть якщо він не такий захоплюючий, як історія з реального життя, яка його надихнула, „Фіктивний агент“ залишається добре зіграним і привабливим трилером із напруженням». На Metacritic фільм отримав 61 бал зі 100 на основі 11 рецензій, що вказує на «загалом схвальні відгуки».